# 宮崎県道40号都農綾線
宮崎県道40号都農綾線（みやざきけんどう40ごう つのあやせん）は、宮崎県児湯郡都農町から東諸県郡綾町に至る県道（主要地方道）である。

## 概要
児湯郡都農町大字川北から東諸県郡綾町大字北俣に至る。
慢性的に混雑する国道10号の迂回路の一つとして利用されている。宮崎平野のふちをなぞるようなかたちとなっていて、県内でも特に大規模な農業の行われている広大な洪積台地の広がる風景が特徴。農産物の輸送にとっても重要な道である。一部未改良の区間がある。

### 路線データ
- 起点：児湯郡都農町大字川北（都農町三日月原交差点、国道10号交点、宮崎県道310号都農停車場線終点）
- 終点：東諸県郡綾町大字北俣（綾町郷鴫（ごうしき）交差点、宮崎県道26号宮崎須木線交点）

## 歴史
- 1976年（昭和51年）9月1日 - 宮崎県告示第948の2号により路線認定される[1]。
- 1993年（平成5年）5月11日 - 建設省から、県道都農綾線が都農綾線として主要地方道に指定される[2]。

## 路線状況

### 重複区間
- 宮崎県道307号尾鈴川南停車場線（児湯郡川南町大字川南・銀座北交差点 - 児湯郡川南町大字川南・川南町銀座交差点）
- 宮崎県道19号石河内高城高鍋線（児湯郡木城町大字高城）
- 宮崎県道22号東郷西都線（児湯郡木城町大字川原 - 西都市大字穂北・穂北交差点）
- 宮崎県道319号寒川下三財線（西都市大字上三財）
- 宮崎県道356号法ヶ岳本庄線（東諸県郡国富町大字深年）

### 道路施設

#### 橋梁
- 穂北橋（一ッ瀬川、西都市）
- 囲橋（三財革、西都市）
- 入野橋（穂北川、東諸県郡綾町）

#### トンネル
- 永野隧道：延長42 m、1961年（昭和36年）竣工、西都市
- 山路隧道：延長72 m、1962年（昭和37年）竣工、西都市

## 地理

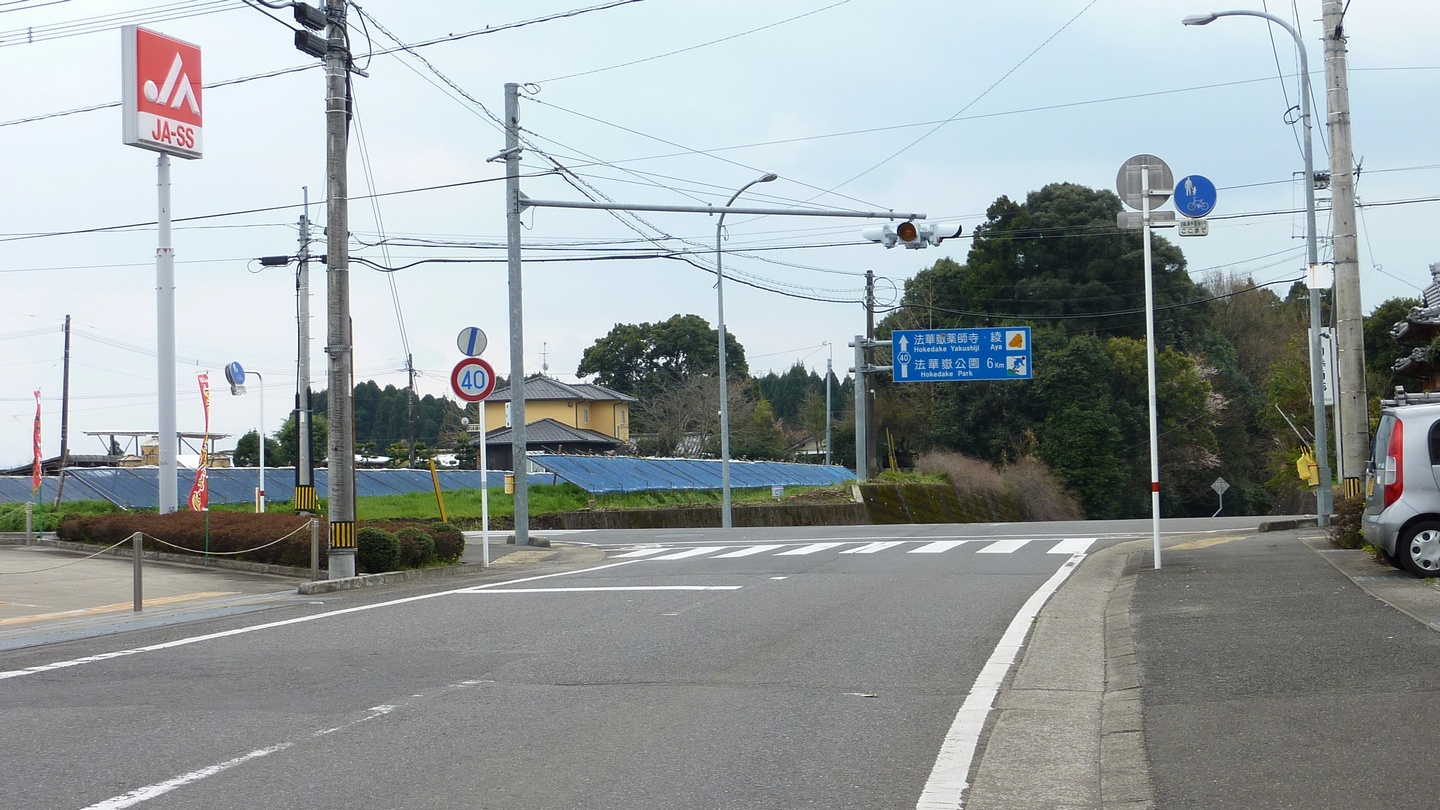
東諸県郡国富町八代南俣（大坪）

### 通過する自治体
- 児湯郡
- 児湯郡都農町
- 児湯郡川南町
- 児湯郡木城町
- 西都市
- 東諸県郡国富町
- 東諸県郡綾町

### 交差する道路
| 交差する道路                                   | 市町村名 | 市町村名 | 交差する場所 | 交差する場所                      |
| ---------------------------------------------- | -------- | -------- | ------------ | --------------------------------- |
| 国道10号 宮崎県道310号都農停車場線             | 児湯郡   | 都農町   | 大字川北     | 都農町三日月原交差点 / 起点       |
| E10 東九州自動車道 宮崎県道303号都農インター線 | 児湯郡   | 都農町   | 大字川北     | 26 都農IC                         |
| 宮崎県道307号尾鈴川南停車場線 重複区間起点     | 児湯郡   | 川南町   | 大字川南     | 銀座北交差点                      |
| 宮崎県道307号尾鈴川南停車場線 重複区間終点     | 児湯郡   | 川南町   | 大字川南     | 川南町銀座交差点                  |
| 宮崎県道19号石河内高城高鍋線 重複区間起点      | 児湯郡   | 木城町   | 大字高城     |                                   |
| 宮崎県道19号石河内高城高鍋線 重複区間終点      | 児湯郡   | 木城町   | 大字高城     | 城山公園下交差点                  |
| 宮崎県道304号木城高鍋線                        | 児湯郡   | 木城町   | 大字高城     | 木城町役場前交差点                |
| 宮崎県道22号東郷西都線 重複区間起点            | 児湯郡   | 木城町   | 大字川原     |                                   |
| 宮崎県道313号杉安高鍋線                        | 西都市   | 西都市   | 大字穂北     |                                   |
| 国道219号 宮崎県道22号東郷西都線 重複区間終点  | 西都市   | 西都市   | 大字穂北     | 穂北交差点                        |
| 宮崎県道317号西都原古墳山路線                  | 西都市   | 西都市   | 大字三宅     |                                   |
| 宮崎県道324号札の元佐土原線                    | 西都市   | 西都市   | 大字三納     |                                   |
| 宮崎県道319号寒川下三財線 重複区間起点         | 西都市   | 西都市   | 大字上三財   |                                   |
| 宮崎県道319号寒川下三財線 重複区間終点         | 西都市   | 西都市   | 大字上三財   |                                   |
| 宮崎県道325号福王寺佐土原線                    | 西都市   | 西都市   | 大字上三財   |                                   |
| 宮崎県道355号旭村木脇線                        | 西都市   | 西都市   | 大字上三財   |                                   |
| 宮崎県道355号旭村木脇線                        | 東諸県郡 | 国富町   | 大字八代南俣 |                                   |
| 宮崎県道356号法ヶ岳本庄線 重複区間起点         | 東諸県郡 | 国富町   | 大字深年     |                                   |
| 宮崎県道356号法ヶ岳本庄線 重複区間終点         | 東諸県郡 | 国富町   | 大字深年     |                                   |
| 宮崎県道363号綾宮崎自転車道線                  | 東諸県郡 | 綾町     | 大字入野     |                                   |
| 宮崎県道26号宮崎須木線                         | 東諸県郡 | 綾町     | 大字北俣     | 綾町郷鴫（ごうしき）交差点 / 終点 |

### 沿線
- 川南町立山本小学校
- 川南町立多賀小学校
- 木城町役場
- 西都市立穂北中学校
- 西都市立穂北小学校
- 西都市立三納小中学校